# Bellova Ves
Bellova Ves (hongrois : Bélvata) est un village de Slovaquie situé dans la région de Trnava.

## Histoire
La première mention écrite du village date de 1951.

## Démographie

### Évolution de la population
| Année:               | 1994. | 2004.    | 2014.    | 2024.    |
| -------------------- | ----- | -------- | -------- | -------- |
| Nombre de personnes: | 165   | 184      | 255      | 365      |
| Différence:          |       | +11,51 % | +38,58 % | +43,13 % |

| Année:               | 2023. | 2024.   |
| -------------------- | ----- | ------- |
| Nombre de personnes: | 358   | 365     |
| Différence:          |       | +1,95 % |